# Vieteuma longi
Vieteuma longi är en mångfotingart som beskrevs av Shear 2002. Vieteuma longi ingår i släktet Vieteuma och familjen Kashmireumatidae. Inga underarter finns listade i Catalogue of Life.